# 遥田镇 (新丰县)
遥田镇，是中华人民共和国广东省韶关市新丰县下辖的一个乡镇级行政单位。

## 行政区划
遥田镇下辖以下地区：
遥田社区、新群村、南坑村、左坑村、长安村、高石村、大马村、维新村、大埔村、高墩村、茶江村、茶西村、竹岭村、石教村、半陂村、金山村、旗寮村、江下村、联丰村和桃源村。